# Kamenica Skradnička
Kamenica Skradnička – wieś w Chorwacji, w żupanii karlowackiej, w gminie Tounj. W 2011 roku liczyła 266 mieszkańców.